# اویور ایرلاینز
اویور ایرلاینز (به انگلیسی: Avior Airlines) یک شرکت هواپیمایی با کد یاتا 9V است که در تاریخ ۱۹۹۴ میلادی تأسیس شده است.
دفتر مرکزی اویور ایرلاینز در ایالت آنسوآتگی، ونزوئلا واقع شده‌است و به ۱۵ مقصد، پرواز مستقیم انجام می‌دهد.

## مقصدهای پروازی

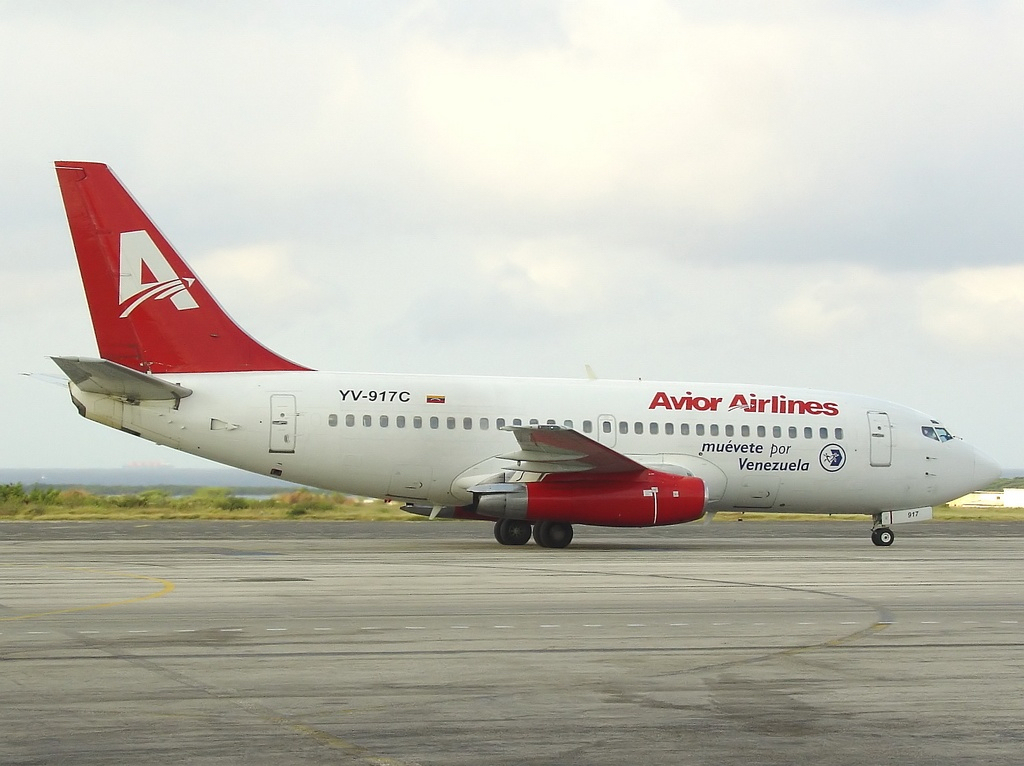
یک فروند بوئینگ ۷۳۷ اویور ایرلاینز.

| شهر                        | کشور                | فرودگاه                                       | توضیحات  |
| -------------------------- | ------------------- | --------------------------------------------- | -------- |
| اورنجستاد                  | آروبا               | فرودگاه بین‌المللی کویین بیاتریکس              |          |
| ویلمستاد                   | کوراسائو            | فرودگاه بین‌المللی هاتو                        |          |
| پاناماسیتی                 | پاناما              | فرودگاه بین‌المللی توکامن                      |          |
| بوگوتا                     | کلمبیا              | فرودگاه بین‌المللی ال دورادو                   |          |
| Manta                      | اکوادور             | پایگاه هوایی مانتا                            |          |
| مدلین                      | کلمبیا              | فرودگاه بین‌المللی خوزه ماریا کوردوا           |          |
| میامی (فلوریدا)            | ایالات متحده آمریکا | فرودگاه بین‌المللی میامی                       |          |
| Barcelona                  | ونزوئلا             | فرودگاه بین‌المللی ژنرال خوزه آنتونیو آنزواتغی |          |
| بارکیسیمتو                 | ونزوئلا             | فرودگاه بین‌المللی خاسینتو لارا                | متوقف‌شده |
| Barinas                    | ونزوئلا             | فرودگاه باریناس                               |          |
| کاراکاس                    | ونزوئلا             | فرودگاه بین‌المللی سیمون بولیوار (ونزوئلا)     |          |
| Porlamar                   | ونزوئلا             | فرودگاه بین‌المللی دل کریبی سانتیاگو «مارینو»  |          |
| ماراکایبو                  | ونزوئلا             | فرودگاه بین‌المللی لا چینیتا                   |          |
| والنسیا، ونزوئلا           | ونزوئلا             | فرودگاه بین‌المللی آرتورو میچلنا               |          |
| Valera                     | ونزوئلا             | فرودگاه دکتر آنتونیو نیکولاس بریسنیو          |          |
| Puerto Ordaz and San Felix | ونزوئلا             | فرودگاه منیول کارلووس پیار گوایانا            |          |
| مانائوس                    | برزیل               | فرودگاه بین‌المللی ادواردو گومز                |          |

## ناوگان

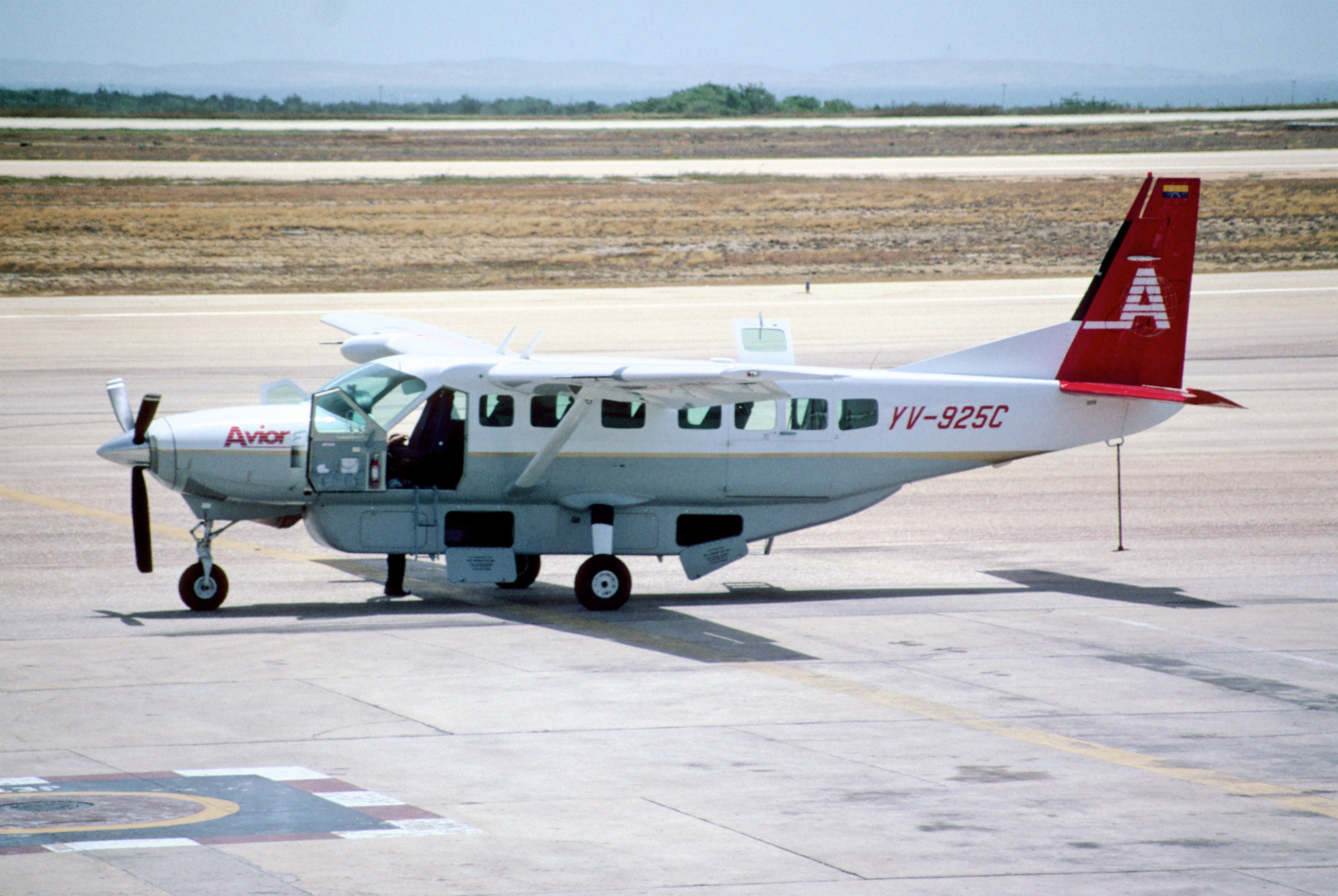
یک فروند سسنا ۲۰۸ کاروان اویور ایرلاینز در فرودگاه بین‌المللی دل کریبی سانتیاگو «مارینو»، ۲۰۰۱.

ناوگان هوایی اویور ایرلاینز بر اساس داده‌های سپتامبر ۲۰۱۳ به شرح زیر است: